# Maria Lisboa
Maria Lisboa, de seu nome completo Maria de Lurdes Mendes (Lisboa, 15 de Agosto de 1957) é uma cantora de música ligeira portuguesa, popular, folclore e fado, muito popular entre as comunidades lusas um pouco por todo o mundo, sendo mais conhecida pelo tema "Tira a mãozinha daí".

## Carreira musical
Ao longo de 40 anos de carreira, editou vários discos, ocupou os primeiros lugares do top várias semanas consecutivas em Portugal sendo que lhe foi atribuído disco de Platina.
Durante os primeiros 25 anos da sua carreira dedicou-se ao Fado, dando os primeiros passos na “Grande Noite do Fado” com apenas 12 anos, onde chega a cantar com grandes nomes como: Amália Rodrigues, Hermínia Silva, Alfredo Marceneiro ou Cidália Moreira em casas de Fado.
Posteriormente, em 1996, é a canção ligeira que marca a sua discografia.
A cantora não esconde o seu lado de fé e emocional, e é essa vertente que apresenta na edição de Tenho Fé em Deus, É na fé que encontro a força para tudo e este é o princípio central deste álbum que revela uma Maria Lisboa que muitos desconheciam mas que despida de artifícios, traz canções inspiradoras como é o caso do tema que dá nome ao disco. 

## Discografia

### Álbuns de estúdio
- (1996) Tira a Mãozinha Daí (Discossete)
- (1997) Põe a Mãozinha (Vidisco)
- (1999) Bem Juntinhos Assim (Vidisco)
- (2002) Tempo (Ovação)
- (2005) Yemanjá (Rosa Branca) (Espacial)
- (2011) Vou Dar Uma Voltinha (Espacial)
- (2012) Malhão de S. Simão  (Espacial)
- (2015) Tenho Fé Em Deus  (Espacial)
- (2017) Que Deus Te Guarde (CD+DVD)(Vidisco)

Outros
- Rua da Minha Noite (Orfeu) - como Milú (Mendes)